# Mastro Giorgio Andreoli

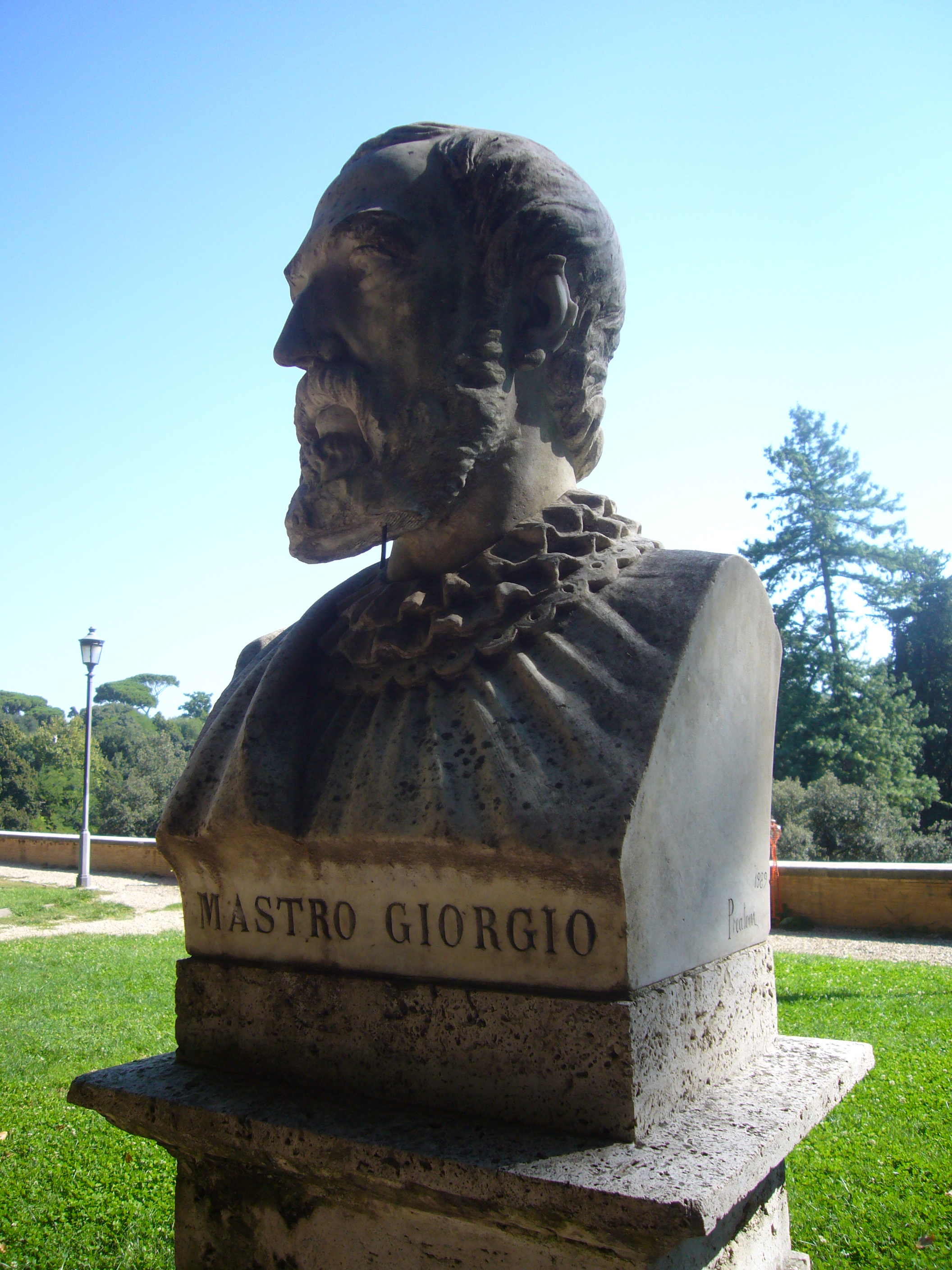
Mastro Giorgio (Pincio)

Mastro Giorgio Andreoli, conosciuto come Mastro Giorgio, (Intra, tra il 1465 e il 1470 – Gubbio, 1555), è stato un artigiano e artista italiano, noto come inventore della tecnica del lustro (oro e rubino) per i vasi di ceramica.

## Biografia

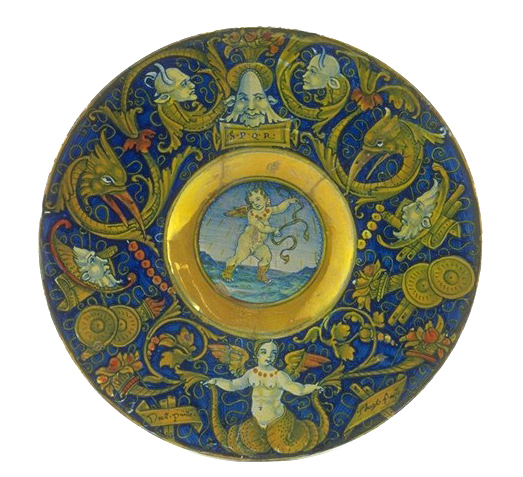
Piatto lustrato da mastro Giorgio
(1525, Museo internazionale delle ceramiche in Faenza)

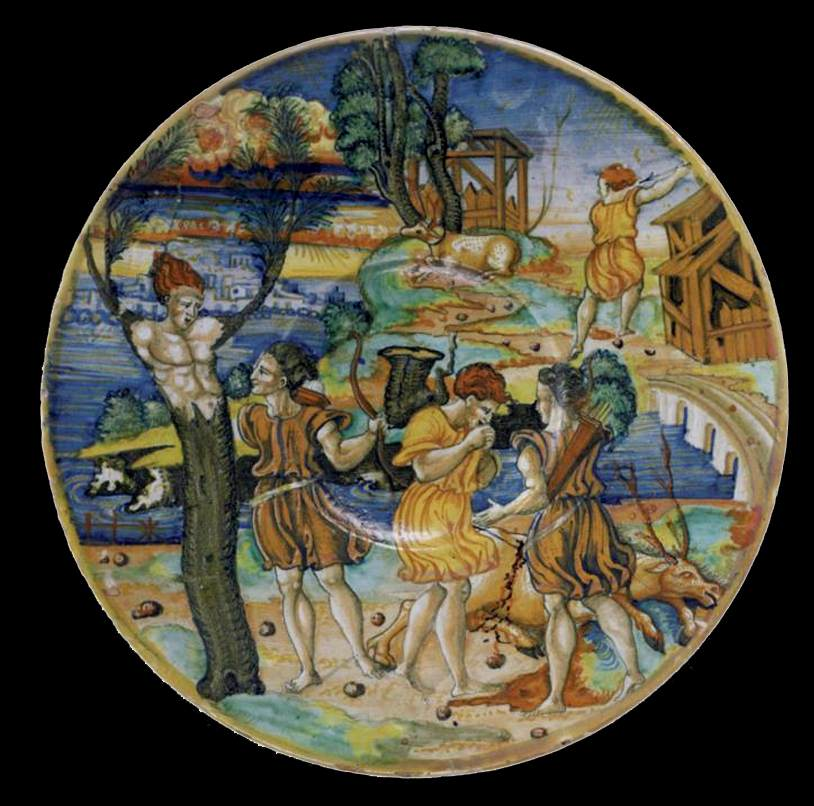
Piatto lustrato con "la metamorfosi di Ciparisso" (1525/30)

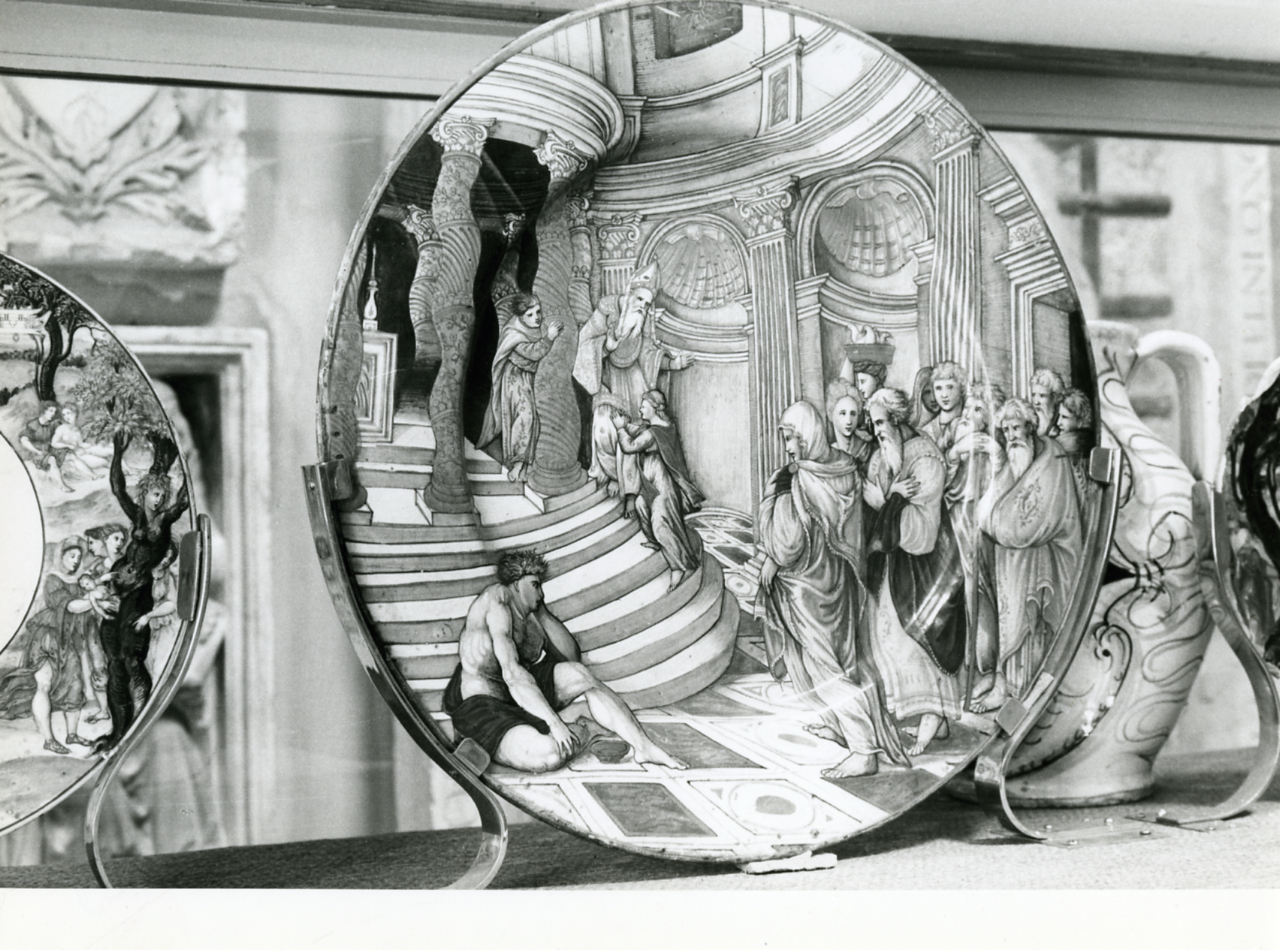
Piatto con la presentazione della Vergine al tempio, di Giorgio Andreoli e Niccolò Pellipario, in una foto di Paolo Monti del 1971. Fondo Paolo Monti, BEIC

Figlio di Pietro Andreoli, durante la giovinezza abitò a Pavia, tanto che in alcuni atti notarili venne definito "figlio di Pietro da Pavia",  si trasferì in seguito a Gubbio (ducato di Urbino), dove risulta attivo dal 1495  insieme con i fratelli Giovanni e Salimbene, anch'essi vasai, e vi inventò la nuova tecnica decorativa alla quale è legato il suo nome, ottenuta applicando su una ceramica già cotta una pellicola di sostanze metalliche che, a seguito di nuova cottura a piccolo fuoco, determina effetti di iridescenza. 
Questa tecnica non era completamente sconosciuta, difatti fu utilizzata dai persiani sin dall'VIII secolo e successivamente ripresa nelle maioliche ispano-moresche, ma il merito di Andreoli è stato quello di riuscire a perfezionarla.
Il successo del suo lavoro fu tale che da altre località note per la ceramica, come Faenza, Urbino e Pesaro, inviarono pezzi di alta qualità per farli lavorare e decorare da Andreoli, che per un certo periodo, venne aiutato nella sua attività anche dai figli Vincenzo e Ubaldo.
Se nei primi tempi, la bottega produsse soprattutto vasellame per uso da tavola, in un secondo tempo, il ventaglio produttivo si allargò e Andreoli operò anche come decoratore pittorico, come appare nella statuetta di San Sebastiano del 1501, conservata al Victoria and Albert Museum di Londra.
Nel 1498 gli fu concessa la cittadinanza e anche l'esenzione dalla gabella, per un periodo di circa venti anni, segno che il suo lavoro era già in quegli anni particolarmente apprezzato.
Successivamente Papa Leone X, prolungò l'esenzione a tempo indeterminato.
Opere a lui attribuite sono conservate in diversi musei: al Museo Comunale di Gubbio, Museo di Porta Romana a Gubbio, Museo d'Arte medievale e moderna di Arezzo, Museo Correr, Museo internazionale delle ceramiche in Faenza, Metropolitan Museum of Art, Ashmolean Museum, National Gallery of Art, Courtauld Gallery, British Museum, Musei civici di Pesaro, Musée du Petit Palais, Cleveland Museum of Fine Art, Museo del vino, Victoria and Albert Museum, Musei Les Arts Décoratifs e Louvre di Parigi.
Il 5 settembre 1554 mastro Giorgio dispose in un testamento del proprio patrimonio nominando eredi la moglie Marietta e i figli Vincenzo (Cencio), Ubaldo e Margherita (il primogenito Francesco era morto): scelse, inoltre, di essere sepolto nella chiesa di San Domenico in Gubbio. Morì tra il 21 e il 26 aprile 1555
Nel XIX secolo si verificò a Pesaro, Gubbio, Deruta e Gualdo Tadino un revival rinascimentale della maiolica a lustro. Furono interessanti i lavori del pesarese Paolo Rubboli che aprì una bottega a Gualdo Tadino indirizzando l'attività alla ricerca del rosso rubino di mastro Giorgio.